# City Bell
City Bell es una localidad argentina ubicada en el partido de La Plata, en la provincia de Buenos Aires.
Se encuentra a unos 10 km al noroeste del centro de la ciudad de La Plata, cabecera del partido homónimo y capital de la provincia de Buenos Aires, y a 48 km de la Capital Federal. 
Forma parte de la zona que se desarrolló en la línea del entonces Ferrocarril del Sud (luego Ferrocarril General Roca), que vincula a La Plata con Buenos Aires, al igual que Tolosa, Ringuelet, Manuel B. Gonnet y Villa Elisa.

## Historia
El 18 de julio de 1913, los herederos de Jorge Bell vendieron a la Sociedad Anónima City Bell una fracción de aproximadamente 300 hectáreas, del establecimiento ganadero «Estancia Grande» que esta familia poseía en las cercanías de La Plata.
La Sociedad Anónima City Bell solicitó al gobierno provincial una autorización para destinar esas tierras a un asentamiento poblacional el 2 de febrero de 1914, autorización que es otorgada el 10 de mayo de ese año. Sin embargo, la venta de terrenos no obtuvo el éxito esperado y se destinaron las tierras a emprendimientos hortícolas, mediante arrendamientos a familias de horticultores. Esta nueva iniciativa terminó consolidando un pequeño núcleo poblacional en la zona, hecho al que también contribuyó la inauguración de la estación City Bell del entonces Ferrocarril Sud.
Poco después se pavimentó la principal avenida del incipiente poblado (la calle Cantilo, que aún hoy es la vía principal del barrio), se instaló una red de agua potable con una extensión de 12 km, se abrió una estafeta postal y en 1922 se inició la construcción de una usina eléctrica para alumbrado público y para prestar el servicio de energía eléctrica a los hogares.
En 1944, el casco de la Estancia Grande fue expropiado por el gobierno nacional y en esas tierras se instaló el Batallón de Comunicaciones 601, del Ejército Argentino. En ese entonces, aún vivía allí parte de la familia Bell.
En la actualidad ha ido cediendo parte de su superficie al uso comunitario, especialmente para la práctica de deportes como así también para la agrupación tradicionalista «estancia grande», donde se suelen realizar festivales criollos.
La cercanía con el centro de La Plata y la existencia de amplios espacios verdes facilitó el crecimiento del barrio. Durante muchas décadas se caracterizó por tener gran cantidad de viviendas de fin de semana aunque en la actualidad la mayor parte de su población es de carácter permanente.
En la Plaza Belgrano se puede observar un monumento en honor al único soldado de City Bell fallecido en la guerra de Malvinas en 1982, Pedro Horacio Vojkovic.

## Geografía

### Ubicación
Según la ordenanza 11.443 del concejo deliberante de La Plata de noviembre de 2016, los límites del Centro comunal City Bell quedan determinados: "Desde el Canal Villa Elisa y límite del Partido de Ensenada, por éste hasta el Arroyo Rodríguez, por ésta hasta las vías del Ferrocarril General Belgrano, por ésta a calle 446, por ésta hasta Camino General Belgrano, por ésta a calle 426, por ésa hasta la calle 18, límite S.O. de Transradio, por ésta hasta el Arroyo Carnaval, por éste hasta el Canal de Villa Elisa, por éste al inicio."

### Demografía

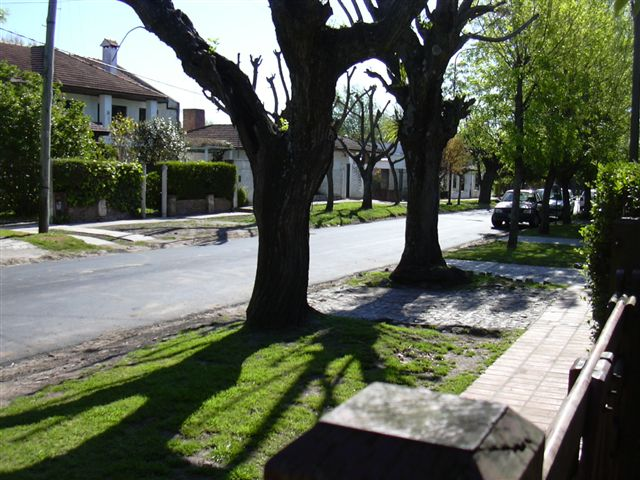
Una calle de City Bell.

Según el Censo Nacional de Población y Vivienda de 2022, City Bell tiene 41.084 habitantes. Se trata de un lugar de casas bajas y amplios jardines y parques, o barrios jardín.
Concentra una fuerte actividad comercial, especialmente sobre el camino Parque Centenario y en los alrededores de la calle Cantilo, que se ha convertido en el paseo de compras y esparcimiento más importante de la zona norte de La Plata.
Está separado de Villa Elisa por el Parque ecológico Municipal, un parque público de 200 ha, y de Manuel B. Gonnet por el Arroyo Rodríguez. Tiene un clima templado húmedo, por su cercanía al Río de La Plata.

## En la actualidad
City Bell se caracteriza principalmente por la amplia y creciente oferta gastronómica. Asimismo, cuenta con una importante actividad artística y cultural, con espacios como el Club Atlético, cultural y de fomento City Bell; el Centro Cultural City Bell; la Galería de Arte Gauguin; el Taller de Escritura «Horacio Ponce de León»; y el Teatro de Cámara de la asociación Lumen Artis.
Fundado en el año 1926, y ubicado en la céntrica esquina de las calles Cantilo y Jorge Bell, el Club Atlético, cultural y de fomento City Bell lleva a cabo una importante actividad deportiva y social. Además de ello, realizó durante  cuarenta años el Festival del Folclore regional, uno de los más importantes de la provincia de Buenos Aires, actividad de la que han surgido importantes intérpretes de nuestras canciones. Asimismo, el club ha sido sede de numerosas ONG a lo largo de su rica historia y en la actualidad mantiene las bibliotecas más importantes de la zona norte del Partido de La Plata. En sus instalaciones, desde hace 32 años, se desarrolla la única feria artesanal de región. 
El Centro Cultural City Bell, se fundó en 1997. La Galería de Arte Gauguin realiza desde hace veinticinco años una importante tarea cultural con un gran despliegue de disciplinas, tales como pintura, dibujo, vitrofusión, etc.
El Taller de Escritura «Horacio Ponce de León» forma escritores desde 1997 y durante diez años organizó el Concurso Literario «Los Juegos Florales de esta ciudad» que ha tenido repercusión internacional.
El Teatro de Cámara de la asociación Lumen Artis recibe semanalmente importantes figuras, principalmente de las artes escénicas y de la lírica.
Asimismo, el Rotary Club de City Bell hace un importante aporte a la cultura con sus programas de intercambio internacional de jóvenes y de profesionales como también con sus concursos literarios y de artes plásticas. 
Existe además una intensa actividad deportiva con importantes predios dedicados a la práctica del deporte. En esta zona se encuentra una de las sedes del club Estudiantes de La Plata donde entrenan tanto sus futbolistas profesionales como amateurs, y cuenta con una cancha de golf además de instalaciones para actividades recreativas y familiares. También se encuentra la sede del Club Hípico y de Golf City Bell, dedicado a estos deportes, y el club del Banco de la Provincia de Buenos Aires, con instalaciones para la práctica de fútbol, baloncesto, balonvolea, rugby, gimnasia artística, natación y hockey; además de otras instituciones de carácter comunitario donde se realizan otras prácticas deportivas.

## Despliegue de lasFuerzas Armadas argentinasen City Bell
| Unidades de la Guarnición Militar City Bell                                         | Sigla          |
| ----------------------------------------------------------------------------------- | -------------- |
| Jefatura de la Agrupación de Comunicaciones 601 «Teniente Coronel Higinio Vallejos» | Agr Com 601    |
| Batallón de Comunicaciones 601 «Sargento Mayor Manuel de Escalada»                  | B Com 601      |
| Batallón de Mantenimiento de Comunicaciones 601                                     | B Mant Com 601 |
| Batallón de Operaciones Electrónicas 601                                            | B Op 601       |